# Спринг Гроув (Минесота)
Спринг Гроув (енгл. Spring Grove) град је у америчкој савезној држави Минесота.

## Демографија
По попису из 2010. године број становника је 1.330, што је 26 (2,0%) становника више него 2000. године.
| Група             | 2000.         | 2010.         |
| Белци             | 1.288 (98,8%) | 1.295 (97,4%) |
| Афроамериканци    | 0 (0,0%)      | 9 (0,7%)      |
| Азијати           | 4 (0,3%)      | 8 (0,6%)      |
| Хиспаноамериканци | 3 (0,2%)      | 13 (1,0%)     |
| Укупно            | 1.304         | 1.330         |